# Commando dans la Gironde
Pour plus de détails, voir Fiche technique et Distribution.
Commando dans la Gironde (titre original : The Cockleshell Heroes) est un film britannique réalisé par José Ferrer, sorti en 1955.

## Synopsis
En décembre 1942, pendant l’opération Frankton des Commandos britanniques infiltrent le port de Bordeaux à l’aide de kayaks pliants.

## Fiche technique
Source : IMDb, sauf mention contraire
- Titre français : Commando dans la Gironde
- Titre belge : Le commando frappe à 7 heures
- Titre original : The Cockleshell Heroes
- Réalisateur : José Ferrer
- Scénario : Richard Maibaum, Bryan Forbes, George Kent
- Photographie : Ted Moore et John Wilcox
- Montage : Alan Osbiston
- Musique : John Addison
- Casting : Paul Sheridan
- Producteur : Phil C. Samuel
- Producteurs exécutifs : Irving Allen, Albert R. Broccoli
- Société(s) de production : Warwick Film Productions (en)
- Société de distribution : Columbia Pictures
- Pays de production :  Royaume-Uni
- Format : Couleur (Technicolor)- 2,55:1 - 35 mm
- Genre : Film de guerre, Film d'action
- Durée : 97 minutes
- Date de sortie :	
  - États-Unis : 27 mars 1956

## Distribution
- José Ferrer : Major Stringer
- Trevor Howard : Captain Thompson
- Dora Bryan : Myrtie
- Percy Herbert :  Marine Lomas
- Jacques Brunius : le pêcheur français
- Christopher Lee : le commandant
- Victor Maddern : Sergent Craig
- Peter Arne : Stevens
- Walter Fitzgerald : Commandant de la Gestapo

## Article annexe
- Opération Frankton